# Nejc Hozjan
Nejc Hozjan (Tolmino, 31 luglio 1996) è un giocatore di calcio a 5 sloveno.

## Carriera

### Club
Laterale offensivo ambidestro, Hozjan cresce nel settore giovanile della squadra della propria città, il Puntar, con il quale debutta anche in prima squadra. Nella stagione 2015-16 gioca nel Montesilvano con cui debutta nel campionato italiano di Serie A. L'estate seguente passa ai croati del NV Makarska con cui si trattiene un solo campionato prima di ritornare in Italia, accordandosi con il Civitella.

### Nazionale
Hozjan ha debuttato nella Slovenia Under-21 il 6 maggio 2014 e nella nazionale maggiore il 25 ottobre seguente. Ha disputato, finora, due edizioni del campionato europeo.

## Palmarès
- Campionato di Serie A2: 1

FF Napoli: 2020-21 (girone D)
- Coppa Italia di Serie A2: 1

FF Napoli: 2020-21